# China Blue High-Definition
China Blue High-Definition (CBHD) (Chinees: 中国蓝光高清光盘) (China High Definition DVD) is optisch schijfformaat dat in september 2007 door de 'Optical Memory National Engineering Research Center (OMNERC)' van de Tsinghua Universiteit in China werd ontwikkeld. Het is een derivaat van de hd-dvd, die door het DVD Forum werd ontwikkeld als opvolger van de reguliere dvd. Hoewel hd-dvd niet echt inburgerde vanwege de grotere populariteit van Blu-ray worden CBHD's nog steeds gemaakt en verkocht, met name in China zelf.

## Geschiedenis
CBHD heette oorspronkelijk CH-DVD. Het ontstond uit een samenwerkingsproject tussen het DVD Forum en OMNERC. De ontwikkeling van dit opslagformaat begon in 2005 en een vroeg prototype werd in 2007 gepresenteerd. Tijdens een bijeenkomst van het DVD Forum in 2008 verkreeg OMNERC de mogelijkheid om de hd-dvd-specificaties te veranderen, hetgeen leidde tot de huidige CBHD-standaard.

## Technologie
De ontwikkeling van CBHD stoelt dus op de hd-dvd-standaard en werd mede door Japanse ontwikkelaars ondersteund. De Japanse Hisashi Yamada was voormalig hoofd technologie bij Toshiba's Digital Media Network, en hij wordt gezien als "de vader van de dvd". Hij speelde ook een grote rol in China's plan om een eigen hogedefinitieconsumentenvideoformaat te scheppen.
CBHD verschilt van hd-dvd op diverse punten:
- CBHD gebruikt een eigen AVS-videocodec die in eigendom van de staat is, en de Dynamic Resolution Adaptation-audiocodec.
- Ook heeft het een nieuw kopieerbeveiligingssysteem (DKAA) als alternatief voor hd-dvd en blu-ray.
- CBDH kent een nieuw navigatiesysteem dat afwijkt van de hd dvd. Dit systeem heet CETC.
- Net als hd-dvd hebben CBHD-schijven een opslagcapaciteit van 15 GB single-layer en 30 GB dual-layer, en kunnen ze met de reguliere dvd-productiemiddelen worden vervaardigd, maar de schijfindeling verschilt.

## Ondersteuning van de industrie
Begin maart 2009 kondigde Warner Bros aan dat ze CBHD wilden ondersteunen. Zij brachten de Harry Potter-films en de film Blood Diamond uit. Deze werden in China verkocht voor ongeveer 50 tot 70 yuan (bij benadering $ 7.25 tot $ 10.15). Volgens een tv-programma van TV Tokyo uit augustus 2009 werden toen in China driemaal zoveel CBHD-schijven verkocht dan Blu-ray-schijven. In september 2009 kondigde ook Universal Studios en National Geographic ondersteuning voor CBHD aan, net als Paramount Pictures (USA), Celestial (Hongkong/China) en de BBC/Discovery.